# Monsters of Rock
Monsters of Rock var en årlig rock- och hårdrocksfestival som arrangerades i augusti varje år vid Castle Donington i England mellan åren 1980 och 1996. Festivalen har också organiserats på olika platser i andra länder. I Sverige har festivalen arrangerats två gånger, 1984 och 1986, båda gånger på Råsundastadion.
Festivalen skapades av Paul Loadsby som ville ha en alldeles egen festival som inriktade sig på  heavy metal och metal. Han hade tidigare organiserat Rainbows turné i Storbritannien. 
Platsen som valdes för festivalen var Castle Doningtons racebana i Derbyshire. Det fanns plats för upp till 100 000 fans och platsen var lätt att nå. Den första festivalen hölls den 16 augusti 1980. Festivalen finansinerades av flera brittiska och internationella hårdrocksband. 
Några dagar före första festivalen resulterade tester av Cozy Powells pyroteknik i en explosion som tog sönder hela PA-utrustningen och skadades scenen för upp emot 18 000 pund. Detta åtgärdades och festivalen blev en succé.
Första festivalen besöktes av 35 000 personer. Siffran hade stigit till 107 000 till 1988. Samma år dog två fans under Guns 'N' Roses  konsert. På grund av det ställdes hela festivalen in följande år.
Besökarantalet dalande mellan 1990 och 1996 och 1997 ställdes den helt in.
2006 hölls åter igen en Monsters of Rock-festival, dock på en annan plats. Då deltog bl.a. Deep Purple och Alice Cooper. 

## Exempel på band som har medverkat på festivalen
- Judas Priest
- Kiss
- Iron Maiden
- AC/DC
- Europe
- Status Quo
- Mötley Crüe
- Metallica
- Pantera
- Van Halen
- Skid Row